# Saiga NAK
Saiga NAK（サイガナック）とは、テレビゲーム、eスポーツ関連の情報を扱うWebメディアである、香港企業のFangrandia Limitedが運営している。日本語版の他に繁体中文版と英語版が運営されている。

## 概要
Saiga NAKはeスポーツを中心に取り扱うゲーム系メディアとして2018年10月に開設された。そのため、ゲームそのものの記事だけでなく、モニターやデバイス、エナジードリンクやサプリメントなどのレビューがあるのが特徴で、eスポーツ選手やイベントのインタビューなども行なっている。
中でもイベントに関する取材は、日本語のゲームメディアでは唯一、香港動漫電玩節2019や香港電競節2019などの取材を行っており、香港電競節2019内で開催されたストリートファイターVの大会の写真は、カプコン公認のもとフリー素材としてPAKUTASOで配布されている。2021年4月には株式会社オートバックスセブンとREDEEが手掛けたeモータースポーツ施設のオープニングイベントでは、オンライン大会で取材が難しい中、東京会場と大阪会場の2拠点同時取材を行っており、イベント取材自体の更新頻度は少なめではあるが、希少性の高い記事が目立つのも特徴である。2023年にはメディアで唯一東京オートサロン2023内に開催されたJEGTの取材をおこなっている。
2022年からはVRはじめNFTやブロックチェーンに関する情報も取り上げており、NFTと暗号通貨の記事も100を超えている。
またゲームメディアでは珍しく記事の二次配信をしているのも特徴で、日本語版はau Webポータル、BIGLOBEニュース、dアプリ&レビュー、dmenuニュース、エキサイト、フレッシュアイ、ガジェット通信、Google News、gooニュース、LINE NEWS、Microsoft News、News Suite、Nordot、ORICON NEWS、SmartNews、UQライフに、繁體中文版はGoogle News、LINE TODAY、Nordot、TechNow 當代科技、Yahoo奇摩などのニュースサイトに二次配信を行なっている。

## メディア以外の活動
所属するスタッフならびにライターがゲームの大会に積極的に出場している。
また、eスポーツに関する配信企画を行ったり、独自イベントの主催やイベントのスポンサー、ゲームメーカーとのコラボ企画、他社の雑誌媒体や企業への写真提供をなども行っている。